# Чтения о богочеловечестве

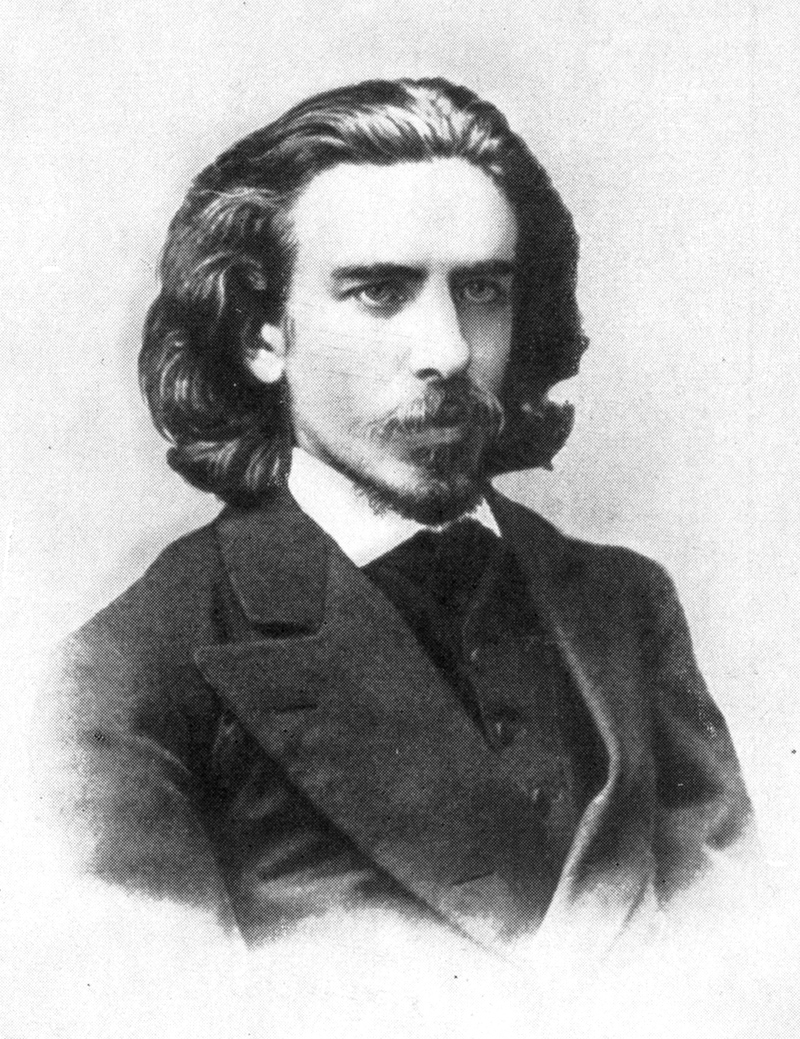
Владимир Соловьёв. 1870-е годы

«Чтения о богочеловечестве» — одна из основных богословских и метафизических работ русского философа Владимира Соловьёва: цикл публичных лекций, прочитанных в 1878 году в Санкт-Петербурге в Соляном городке.
Первая лекция была прочитана 29 января, последующие — в течение февраля и марта по воскресеньям и пятницам в большой аудитории музея Прикладных знаний в Москве. Согласно заметке в февральском номере журнала «Православное обозрение» за 1878 год, задачей лекций было «показать разумность положительной религии, показать, что истина веры, во всей полноте её конкретного содержания, есть вместе с тем и истина разума. Центральная часть чтений — идея Богочеловечности или живого Бога». Текст «Чтений» связан с «Лекциями по истории философии», прочитанными Соловьёвым в 1880—1881 годах; в нём есть большое число дословных совпадений с «Лекциями», а часть «Чтения пятого» полностью совпадает с соответствующим разделом «Лекций».

## Программа
Соловьёв посвятил первые шесть чтений переходу человеческого сознания «от природного содержания» к идее Богочеловечности, — «центральной идее, впервые получившей историческую действительность в христианстве». В них освещались главные ступени этого перехода, в интеллектуальной истории дохристианского человечества, а именно: буддийский пессимизм и нигилизм, идеализм Платона, ветхозаветный монотеизм.
Остальные шесть чтений занимало развитие самой религиозной идеи, в них рассказывалось «об осуществлении Богочеловечества в вечности и во времени, о мире божественном, о грехопадении духовных существ, о происхождении и значении природного мира, о земном воплощении Христа и об искуплении, о видимой и невидимой церкви, о конце мирового процесса и о полном откровении Богочеловечества».
Программа, запланированная Соловьёвым, была такова:
- Чтение 1. Общее состояние современной культуры. Раздробленность и разлад в жизни и сознании. Отсутствие безусловного начала и средоточия. Социализм и позитивизм. Их действительное и мнимое значение. Религия как единственная область безусловного. Римское католичество, правда его стремлений и неправда его действительности. Религиозное призвание России. Общее определение религии. Понятие истинной религии как всецелой и её центральное отношение ко всем частным областям человеческой жизни и сознания.
- Чтение 2. Божественное начало в человеке. Человеческое Я, его безусловное значение и его ничтожество. Свобода и необходимость. Данная природа человека — внутренняя и внешняя. Искомое содержание, сущность, или идея, человеческой жизни. Смешение этого содержания с природой внешней и внутренней. Природные религии (мифология).
- Чтение 3. Сознание превосходства человеческого Я над данной природой и природными богами. Первое систематическое выражение этого сознания в индийской теософии и философии. Отвержение всякого данного бытия как призрачного. Мир как обман, зло и страдание. Отрицательное определение безусловного содержания как нирваны. Общее значение буддийского нигилизма в религиозном сознании.
- Чтение 4. Определение безусловного содержания как царства идей. Платонизм. Божество как всецелая идея, или идеальное все.
- Чтение 5. Бог как безусловное единое, или Сущий (чистое Я). Религия закона и пророков.
- Чтение 6. Отношение Бога как субъекта, или сущего, к божественному содержанию, или сущности. Психологическое объяснение этого отношения. Необходимость троичности лиц в одном Божестве. Учение Филона о слове (Логос) и неоплатоников о трёх ипостасях.
- Чтение 7. Бог как целое (конкретное) существо, или единое и вес. Богочеловек (мессия, или Христос), «в нём же обитает вся полнота Божества телесно». Христос как слово и мудрость (Логос и София). Божественный, или небесный (вечный), мир. Его основные сферы.
- Чтение 8. Человек как конец божественного и начало природного мира. Половая двойственность. Человек и человечество. Грехопадение.
- Чтение 9. Объяснение основных форм и элементов природного мира. Пространство и время, вещество и движение. Три основные силы мирового процесса.
- Чтение 10. Личное воплощение Христа в природном мире. Искупление природного человека чрез воссоединение с человеком божественным.
- Чтение 11. Церковь как богочеловеческий организм, или Тело Христово. Видимая и невидимая церковь. Возрастание человека «в полноту возраста Христова».
- Чтение 12. Второе явление Христа и воскресение мёртвых (искупление или восстановление природного мира). Царство Духа Святого и полное откровение Богочеловечества.

В процессе публикации «Чтений», растянувшемся на несколько лет, Соловьёв изменил содержание некоторых разделов, например, «Чтение одиннадцатое» и «Чтение двенадцатое» явно не совпадают с объявленной программой.

## Содержание
Работа начинается с рассмотрения религии, определяемой как «связь человека и мира с безусловным началом и средоточием всего существующего». Необходимость религии заключается в том, что она сообщает смысл человеческой жизни. Однако её современное состояние плачевно: она раздроблена и на её место претендуют социализм и позитивизм. Точкой отсчёта современности при этом называется Великая французская революция. Социализм и позитивизм не являются знамением упадка; напротив, они представляют собой своего рода диалектический антитезис, ведущий западную цивилизацию от «религиозного прошлого» (католицизма) к «религиозному будущему». Синтез религиозного прошлого и материалистической современности приводит к идее богочеловечества:

Последовательно же проведённые и до конца осуществлённые обе эти веры — вера в Бога и вера в человека — сходятся в единой полной и всецелой истине Богочеловечества.— Чтение 2
Обновление религии должно произойти под знаком всеобщности, однако путь деизма порочен, так как приводит к атеизму. Религия должна не редуцировать своё содержание, но раскрываться во всей своей полноте. Её становление осуществляется в три этапа:
- Естественное откровение — обожествление природы как «наличной действительности».
- Отрицательное откровение — освобождение от природы в буддизме.
- Положительное откровение — христианство как религия любви.

Размышления о положительном откровении Соловьёв начинает с платонизма. Христианская любовь есть платоническое благо. Идеи (благо, любовь) при этом оказываются «метафизическими существами», постигаемыми с помощью интуиции как «умственного созерцания» (нем. Anschanung). При этом идея необходимо подразумевает личность. Проницательность греческих философов позволяет называть их вслед за св. Юстином «христианами до Христа».
Осуществлённую идею Соловьёв называет Софией, «материей Божества» (Чтение 7). Именно в Софии заключается положительный момент христианства, когда в Боге (всеедином) признаётся не запредельность, но «полнота действительности»:

София есть идеальное, совершенное человечество, вечно заключающееся в цельном божественном существе, или Христе.— Чтение 8
При этом «действительное бытие природного мира есть недолжное или ненормальное», поскольку оно противопоставляется божественному. Отсюда библейское выражение, что мир по зле лежит, то есть в состоянии разъединённости и взаимного соперничества («хаос разрозненных элементов»). Причина этого зла лежит не здесь, а в области «вечного доприродного мира». Свободным актом мировой души мир отпал от Бога и распался на элементы, сообщает Соловьёв. В изначальном, догреховном состоянии (то есть в божественном Логосе) «все существа образуют один божественный мир». Посему «цель всего бытия» — это воссоединение с Богом в первоначальное единство. Эта цель проявляется на разных ступенях «космогонического процесса» (Чтение 10):
- Астральная эпоха: под воздействием «всемирного тяготения» «космическая материя» «стягивается в небесные тела». Астральная эпоха осознается в «астральной религии» сабеизма, вариантом которой Соловьёв считал ислам.
- Солярная эпоха: на этапе появления Солнечной системы проявляются силы «теплоты, света, магнетизма, электричества, химизма». Солярная эпоха осознаётся в солярных культах светлых богов — Адониса, Аполлона, Геркулеса, Кришны, Озириса.
- Теллурическая эпоха: на Земле появляется «органическая жизнь». Теллурической эпохе соответствует «фаллическая религия» Диониса и Шивы.

С появлением человека Бог как всеединство получает самосознание, а мировая душа соединяется с божественным началом. Здесь космогонический процесс превращается в теогонический. Решающую роль в этом играют «три великие народа древности» — индусы, греки и иудеи, впервые осознающие идеальный мир «без крови и слёз». Именно в иудейском народе вочеловечился Иисус Христос, которого Соловьёв предлагает понимать не как отдельное лицо, но как «всеединую личность, заключающую в себя всё природное человечество». В книге подчёркивается, что вочеловечивается не трансцендентный Бог, но Бог-Слово, то есть творческая сила, действующая в мире. Кроме того, сам человек по природе своей уже является соединением божественного и материального. Преобладание материального начала характеризует первобытного человека или Адама, а преобладание божественного — «богочеловеческую личность» Иисуса Христа, явившего миру чудеса любви, милосердия и самоотверженности. Человечество, воссоединённое со своим божественным началом посредством Иисуса Христа, есть Церковь, стремящаяся к «свободной теократии». Здесь Соловьёв возвращается к Чтению 1, чтобы повторить тезис о плачевном состоянии религии в современном обществе. Выход из этого состояния — в воссоединении восточного (византийского) и западного христианства.
По мнению протоиерея Г. В. Флоровского, в «Чтениях о богочеловечестве» (и во французской книге[уточнить]) Соловьёв очень близок к Шеллингу.